# Hunter Ice Skating Stadium
Hunter Ice Skating Stadium je ledena dvorana u australskom Newcastlu.

## Vanjske poveznice
- Službene stranice